# Memoriale della Shoah
(Ferruccio De Bortoli, presidente della Fondazione Memoriale della Shoah)
Il memoriale della Shoah è un'area museale di Milano dedicata al ricordo delle vittime dell'olocausto in Italia. È ubicata sotto la stazione centrale, a piano strada, di fronte al palazzo delle ex regie poste, ed è stata ideata con lo scopo di « [...] realizzare un luogo di memoria e un luogo di dialogo e incontro tra religioni, etnie e culture diverse...» che si estende su una superficie di 7.060 m², per la maggior parte al piano terreno.
Dal cosiddetto "binario 21", al quale in precedenza erano caricati e scaricati solo i treni postali, centinaia di ebrei, partigiani e deportati politici venivano caricati su vagoni bestiame diretti ai campi di Auschwitz–Birkenau, Mauthausen, Bergen-Belsen, Ravensbrück, Flossenbürg, Fossoli e Bolzano. Si conosce il numero dei convogli RSHA partiti dal binario 21, che furono 20 (12 di soli ebrei, 5 di politici e 3 di misti); si hanno invece solo dati frammentati circa i deportati, ad esempio è certo che in un convoglio partito nel gennaio 1944 si trovavano 605 passeggeri, dei quali si conosce anche la sorte.
Il memoriale, promosso dalla Fondazione Memoriale della Shoah, presieduta da Ferruccio de Bortoli, è stato inaugurato il 27 gennaio 2013.
La carica di presidente è poi passata, nel marzo 2018, ad uno dei principali promotori dell'istituzione del memoriale, di cui era vicepresidente fin dalla fondazione, Roberto Jarach, figlio di Guido Jarach e nipote di Federico Jarach, note figure della imprenditoria industriale italiana e della comunità ebraica milanese, tra i fondatori di Assolombarda e della Federazione delle industrie metallurgiche (l’attuale Federmeccanica). A causa delle leggi razziali la famiglia fu costretta a cedere la sua azienda, le Rubinetterie Riunite, all’Edison, di cui non rientrò più in possesso neanche alla fine della guerra. La famiglia, scampata all'eccidio nazista di Meina si rifugiò in Svizzera dove, nel 1944, nacque Roberto.

## Scopo del memoriale
(Giuliano Pisapia, sindaco di Milano)

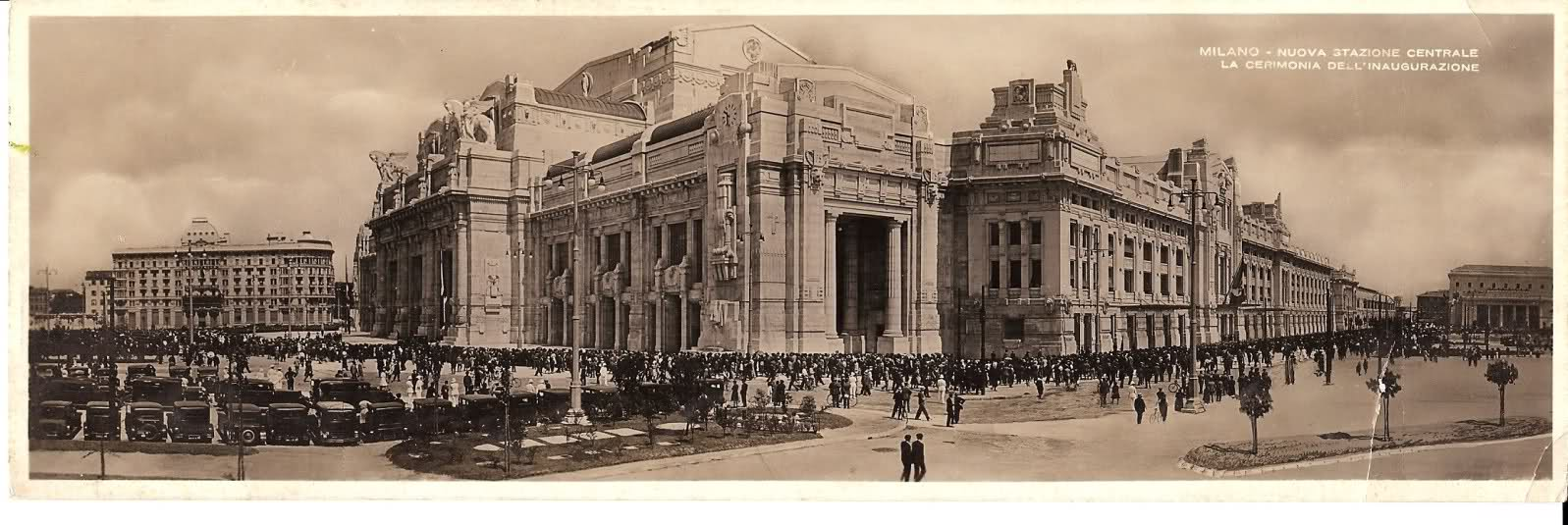
La stazione di Milano Centrale nel 1931

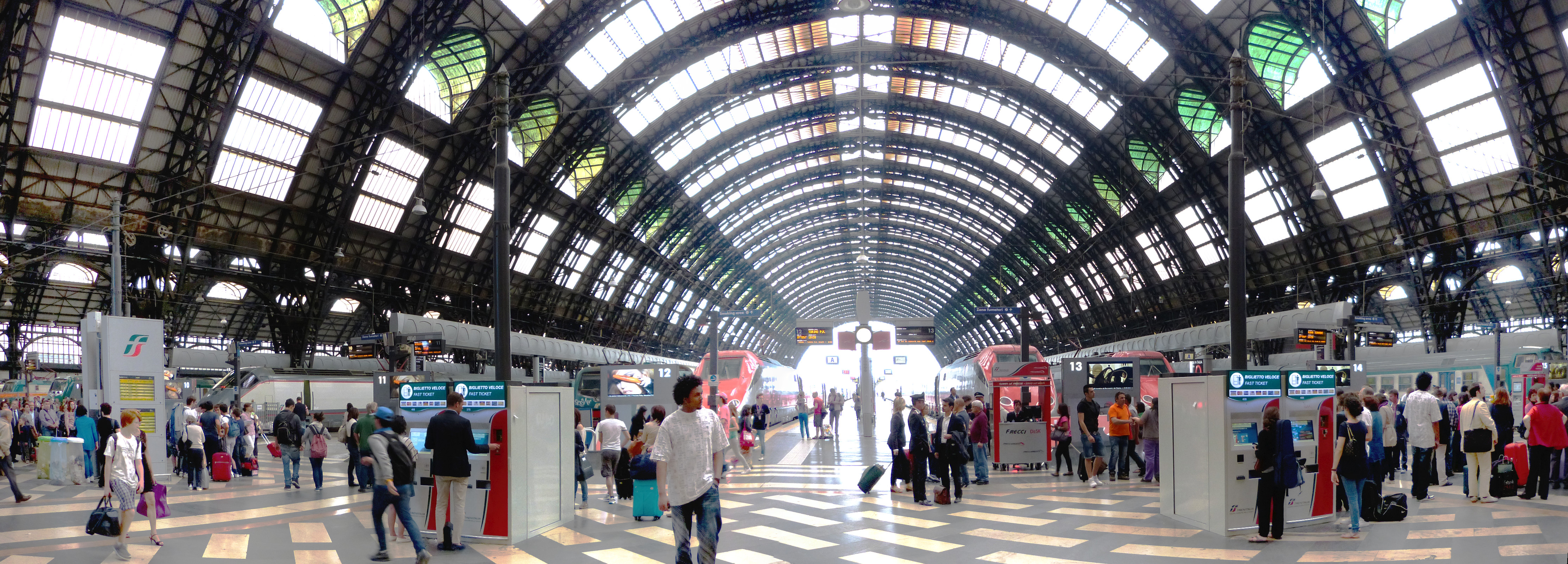
I binari di superficie della stazione di Milano Centrale nel maggio 2012

Lo scopo del progetto secondo la Fondazione del memoriale della Shoah è «realizzare – nello stesso luogo in cui ebbe inizio a Milano l'orrore della Shoah – uno spazio che non solo ci "ricordi di ricordare", rendendo omaggio alle vittime dello sterminio, ma che rappresenti anche un contesto vivo e dialettico in cui rielaborare attivamente la tragedia della Shoah. Un luogo di commemorazione, quindi, ma anche uno spazio per costruire il futuro e favorire la convivenza civile.» Nelle intenzioni della Fondazione « [...] il Memoriale non è pensato per essere un Museo, ma rappresenta un laboratorio del presente e vuole configurarsi come un luogo dell'intera comunità civile, della costruzione di memoria collettiva e di consapevolezza individuale». Un laboratorio che prevede studi, mostre temporanee e approfondimenti sulla Shoah, un centro che educhi alla convivenza e allo stesso tempo alla condanna di quella che Antonio Gramsci ha definito «il peso morto della storia»: l'indifferenza.
Oltre a rappresentare un luogo fisico che ricordi i deportati e i loro viaggi verso i campi di smistamento, concentramento e sterminio del nazismo, il Memoriale è «un luogo di studio, ricerca e confronto» per questa e per le prossime generazioni.

## Ubicazione e dislocamento
Il Memoriale è posto su due piani, uno terreno e l'altro interrato, e occupa un totale di 7.060 m². Il luogo è sotto il piano dei binari della Stazione di Milano Centrale. L'accesso è a livello della strada in via Ferrante Aporti, rinominata in quel tratto "Piazza Edmond J. Safra" in onore del filantropo di origine ebraica. La fondazione omonima intestata a Safra è stata tra i principali finanziatori della costruzione del memoriale.
Paragonabile ai pochi luoghi "reali" delle atrocità naziste ancora esistenti in Europa, il luogo del memoriale e l'adiacente binario conosciuto come 21, sono stati definiti "un grande reperto", una sorta di "scavo archeologico".

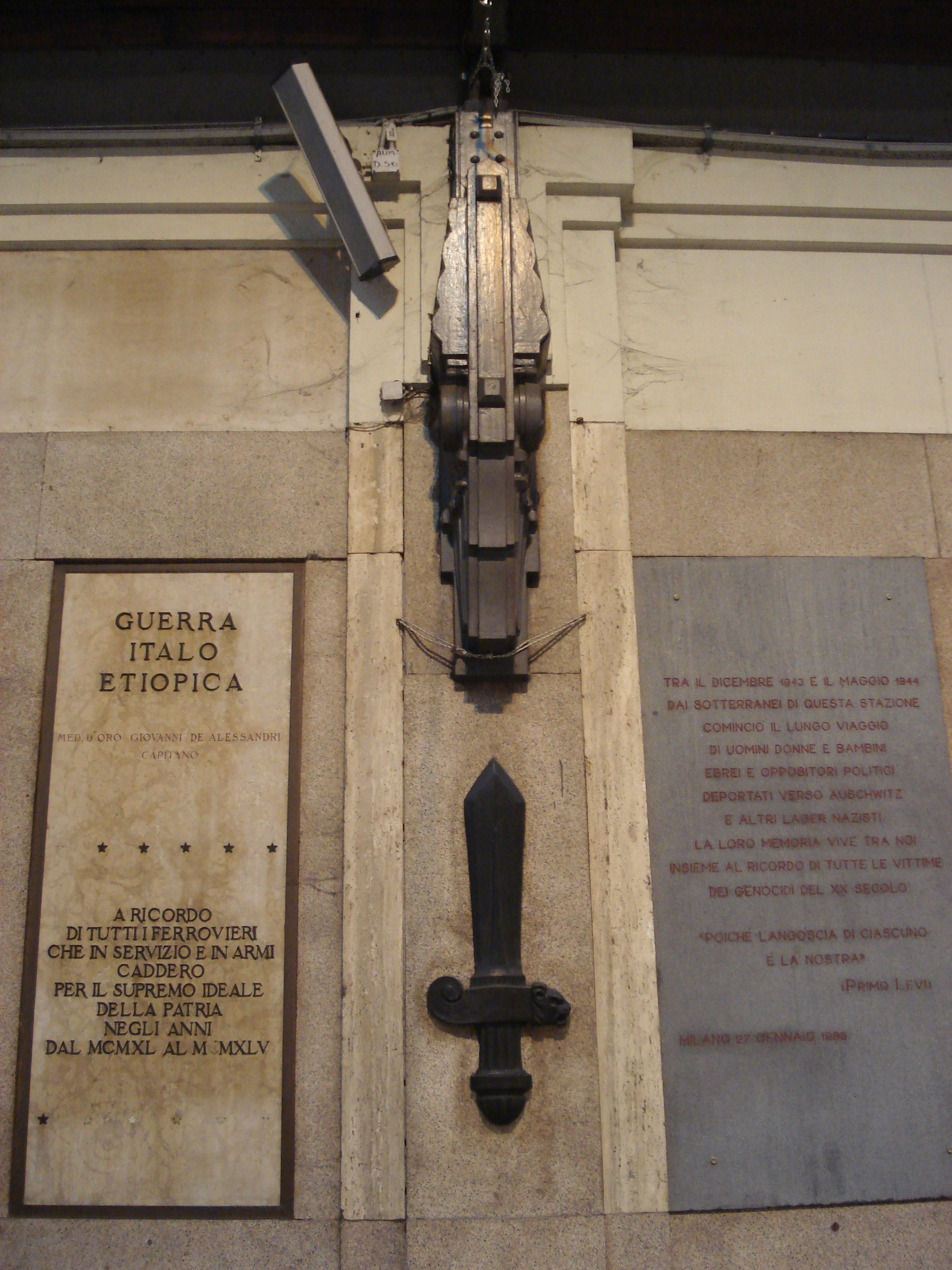
Monumento ai ferrovieri e ai deportati della Shoah nella Stazione di Milano Centrale. Lo scritto della targa commemorativa della Shoah termina con un detto di Primo Levi mentre recita: «Tra il dicembre 1943 e il maggio 1944 dai sotterranei di questa stazione cominciò il lungo viaggio di uomini donne e bambini ebrei ed oppositori politici deportati verso Auschwitz e altri lager nazisti. La loro memoria vive tra noi insieme al ricordo di tutte le vittime dei genocidi del XX secolo "Poiché l'angoscia di ciascuno è la nostra" (Primo Levi) Milano 1985»

## La realizzazione
Il progetto del Memoriale della Shoah nasce nel 2002, realizzato dal Centro di Documentazione Ebraica Contemporanea (CDEC), dall'Associazione Figli della Shoah e dalla Comunità ebraica di Milano, dall'Unione delle comunità ebraiche italiane (UCEI) sulla base di un'idea della Comunità di Sant'Egidio che a partire dal 1997, ogni 30 gennaio, svolgeva nei sotterranei una cerimonia di ricordo della partenza di Liliana Segre.
L'idea iniziale si trasforma presto in un progetto più ampio che affianca ad una struttura commemorativa un "laboratorio" in cui rielaborare la tragedia della violenza nazista. Dai 5.000 m² del progetto iniziale si arriva a prevedere nel 2008 uno spazio di 7.060 m². La scelta della stazione Centrale deriva dall'obiettivo di riportare alle memoria, l'unico luogo in Europa che è rimasto intatto tra quelli che sono stati teatro delle deportazioni
Nel 2004 viene elaborato il progetto preliminare degli architetti Guido Morpurgo e Eugenio Gentili Tedeschi. Esso viene presentato nel novembre dello stesso anno a Grandi Stazioni, società che ha in concessione la Stazione Centrale di Milano, e nel luglio 2005 alla Presidenza della Repubblica.
Nel 2007 nasce la Fondazione Memoriale della Shoah di Milano Onlus, presieduta da Ferruccio de Bortoli e dai soci fondatori, che secondo l'articolo 8 dello statuto sono: l'Associazione Figli della Shoah, il CDEC, la Comunità Ebraica di Milano, l'UCEI, la Regione Lombardia, la Provincia di Milano, il Comune di Milano, le Ferrovie dello Stato Italiane e la Comunità di Sant'Egidio. Il progetto viene interamente rielaborato ed ampliato da Morpurgo e da Annalisa de Curtis e nel settembre 2008 viene presentata pubblicamente una nuova versione in occasione dell'accordo siglato tra Ferrovie dello Stato e Fondazione Memoriale della Shoah per la cessione delle aree.
Il 26 gennaio 2010 ha avuto luogo la cerimonia di posa della prima pietra.
A fine dicembre 2010, ultimata la realizzazione degli uffici, delle opere strutturali della biblioteca e il restauro delle superfici originarie, i lavori vengono interrotti per mancanza di fondi e la Fondazione avvia una campagna di sensibilizzazione e raccolta di donazioni per proseguire il progetto, cui prestano i loro volti Ferruccio de Bortoli ed Enrico Mentana.
Il 26 gennaio 2012 la cittadinanza milanese partecipa ad una maratona pubblica di letture relative ai drammi della discriminazione, della deportazione e del genocidio, a cui partecipano diversi personaggi noti della cultura e dello spettacolo.
Alla fine del 2012 il comune meneghino approva la riqualificazione del tratto di via Ferrante Aporti antistante il memoriale, che prende il nome di piazza Edmond J. Safra, in seguito al consistente finanziamento del memoriale da parte dell'omonima fondazione, che contribuisce alla riqualificazione dell'area, alla sicurezza e fruibilità del Memoriale.
Il 27 gennaio 2012 il “cuore” del memoriale, ovvero l'area dedicata alla testimonianza degli eventi, si apre alle visite di scolaresche milanesi e nazionali.
La cerimonia è stata condotta da Ferruccio de Bortoli e Roberto Jarach, presidente e vicepresidente della Fondazione, con la partecipazione del presidente del Consiglio Mario Monti e gli interventi del cardinale Angelo Scola, dei rabbini Alfonso Pedatzur Arbib e Giuseppe Laras, del sindaco di Milano Giuliano Pisapia, del ministro Andrea Riccardi, del presidente della Provincia di Milano Guido Podestà, del presidente della Regione Lombardia Roberto Formigoni e dell'amministratore delegato del Gruppo Ferrovie Italiane Mauro Moretti.
L'intervento finale è stato quello di Liliana Segre, una sopravvissuta che partì proprio da quel luogo, che raccontò la sua storia: aveva 13 anni e partì con il convoglio del 30 gennaio 1944 assieme ad altri 605 ebrei. Di quel gran numero di deportati, fecero ritorno solo 22 persone.

## Il memoriale nei particolari
Il sito è stato riportato al suo aspetto originario, demolendo tutti gli elementi aggiunti nel dopoguerra e rendendo le superfici delle strutture portanti in cemento a vista, senza colorazioni o interventi di revisione estetica degli originari difetti di esecuzione e dei segni del tempo.
La struttura si articola su due aree principali: "il Memoriale", zona dedicata alla testimonianza degli eventi, e "il Laboratorio della Memoria", sistema di spazi dedicati allo studio, alla ricerca e alla documentazione, all'incontro e al dialogo.
Il percorso ha inizio con la "Sala delle testimonianze", riempita dalle voci dei sopravvissuti, prosegue con lo spazio di manovra dei vagoni, chiamato "Binario della Destinazione ignota" e si conclude con il "Muro dei Nomi", emblema del ricorso del dramma della Shoah.

### L'area del memoriale

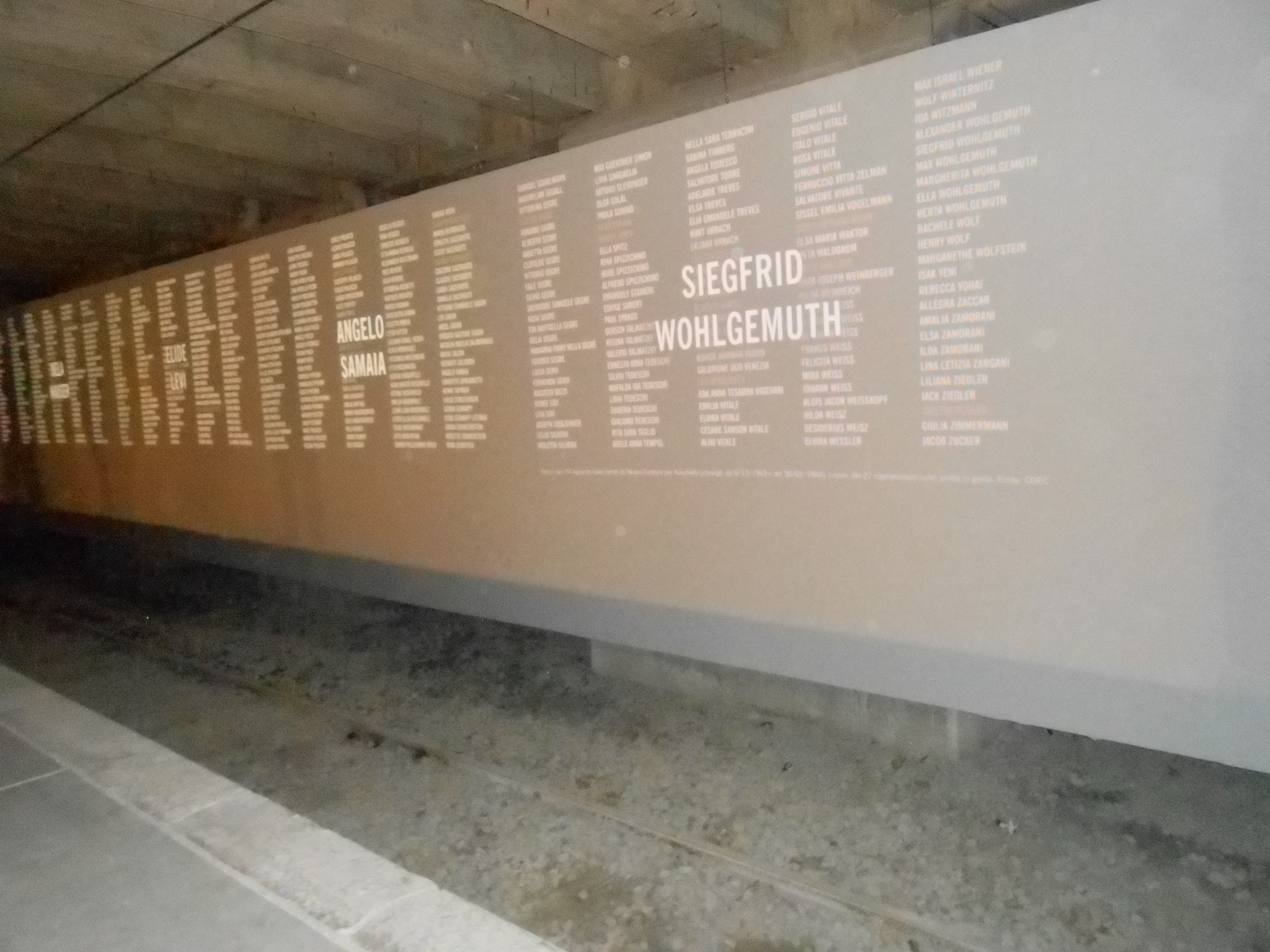
Muro dei Nomi del Memoriale

L'area del Memoriale rappresenta il cuore del progetto e inizia con l'atrio del Memoriale, ingresso originario alle aree di manovra in cui nel 1944 entravano i camion che trasportavano i deportati.
Nell'atrio si nota un lungo muro, lacerato al centro, sul quale vi è incisa la scritta "INDIFFERENZA", che secondo Liliana Segre ha consentito la Shoah. Una lunga rampa compensa il dislivello dell'area offrendo una continuità tra le sezioni della struttura.
Proseguendo verso l'interno, si incontra uno spazio dedicato alle mostre temporanee e all'accoglienza dei visitatori, che comprende un'area guardaroba e un punto informazioni.
"L'Osservatorio" è un elemento di forma tronco-conica che si affaccia all'interno dell'area dei binari, consentendo l'osservazione attraverso un sistema di vetri e lenti di una parte dell'area. È attualmente dotato di sei postazioni di ricerca individuale, da cui poter consultare un monitor con sistema acustico in cuffia.
Il "Monolite", una sorta di prisma sospeso lungo circa 14 metri, è un primo richiamo storico alla tragedia della Shoah, nel quale vengono proiettati video interattivi tramite funzioni touch screen.
Segue la "Sala delle Testimonianze", sette ambienti nei quali è possibile assistere alle testimonianze video-registrate dei sopravvissuti: si tratta di una serie di superfici di proiezione e sette spazi virtualmente cubici da cui si può vedere la banchina in cui avvenivano le deportazioni.
Lo spazio della quarta campata ospita il "Binario della Destinazione ignota", banchina originariamente utilizzata per il carico e scarico dei vagoni postali: attraverso un carrello traslatore e uno montavagoni avveniva il sollevamento dei carri al livello del piano dei binari.
Sulla banchina vi sono venti targhe con le date e le destinazioni dei convogli partiti da Milano verso i campi di sterminio e quelli di transito italiani di  Fossoli e  Bolzano.
Da qui i visitatori possono attraversare due dei quattro vagoni bestiame originali dell'epoca recuperati da varie località e restaurati dalla sezione di Milano del Collegio degli Ingegneri Ferroviari Italiani e accedere così alla successiva banchina, raggiungibile anche grazie a due passerelle situate alle estremità del convoglio.
Lungo la seconda banchina è posizionato il "Muro dei Nomi", sul quale si leggono i nomi di tutti coloro che furono deportati dalla Stazione Centrale di Milano verso i campi di sterminio, con l'indicazione dei sopravvissuti.
Dalla prima banchina si accede con una scala al "Luogo di Riflessione", una sala a forma tronco-conica con diametro di circa 10 metri con una panca circolare sul perimetro, che consente il raccoglimento dei visitatori. Non vi sono simboli religiosi, ma vi è una luce diretta verso Gerusalemme.
Questo luogo rappresenta il collegamento tra le due aree del "Memoriale" e del "Laboratorio della Memoria". Da qui il visitatore accede alla biblioteca e agli altri spazi del Laboratorio, per rielaborare la memoria dopo averla percepita.

### Il binario 21 del Memoriale

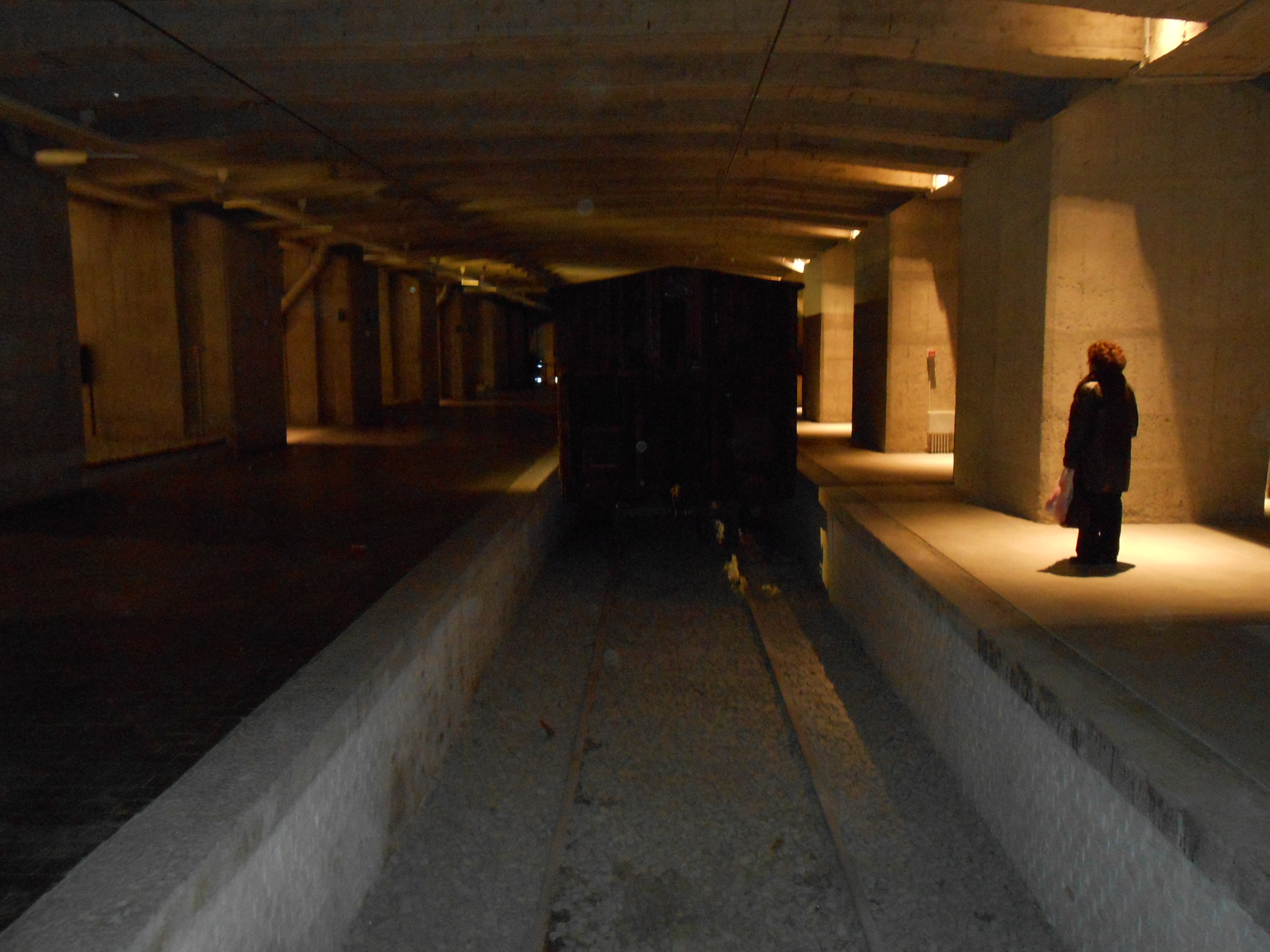
Il cosiddetto binario 21 del Memoriale

Il cosiddetto "binario 21" è un'installazione della memoria di Milano collegato alla Shoah e alle persecuzioni di cittadini italiani, di origine ebraica, perpetrate durante la seconda guerra mondiale per mano nazifascista in esecuzione delle leggi razziali fasciste del 1938. Dal "binario 21" partirono anche diverse centinaia prigionieri politici antifascisti reclusi nel carcere di San Vittore di Milano.
Fu da tale binario ferroviario, parte dell'insieme di binari merci della stazione di Milano Centrale, che il 30 gennaio 1944 circa 650 ebrei tenuti in prigionia nel carcere di San Vittore vennero avviati ai campi di Auschwitz-Birkenau; solo ventidue riusciranno a tornare vivi dal lager. Altri 14 convogli partirono anche per i campi di Mauthausen, Bergen Belsen, Fossoli e Bolzano. Secondo i siti ufficiali della Fondazione del Memoriale della Shoah e delle Ferrovie dello Stato Italiane il cosiddetto binario 21 sarebbe l'unico luogo rimasto intatto nell'Europa teatro delle deportazioni, sebbene centinaia di scali analoghi furono usati in tutta Europa e non esista una statistica sul loro effettivo stato di conservazione.

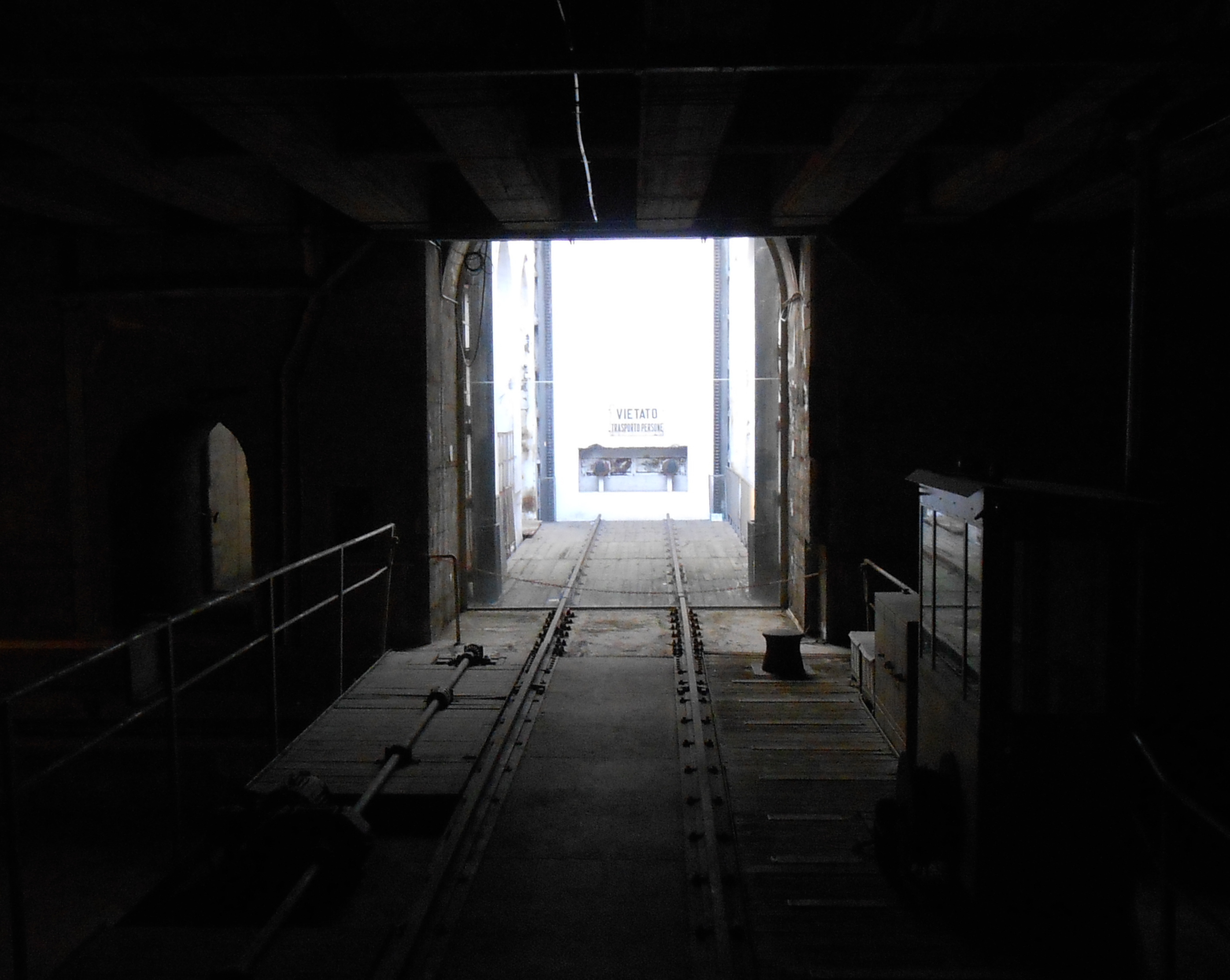
L'elevatore del binario 21 a piano strada del Memoriale. Con questo elevatore venivano scaricati dai binari di superficie al binario 21 i vagoni vuoti. Una volta che i deportati erano a bordo e i vagoni sigillati, l'elevatore ristabiliva sui binari di superficie "il carico" da "inoltrare" ai campi di sterminio

#### Logistica
La base per la scelta logistica del cosiddetto "binario 21" era il fascio merci, posto al piano stradale della stazione di Milano Centrale, che venne scelto per la deportazione di massa per il fatto che i cittadini milanesi ed i passeggeri non potevano vedere nulla.

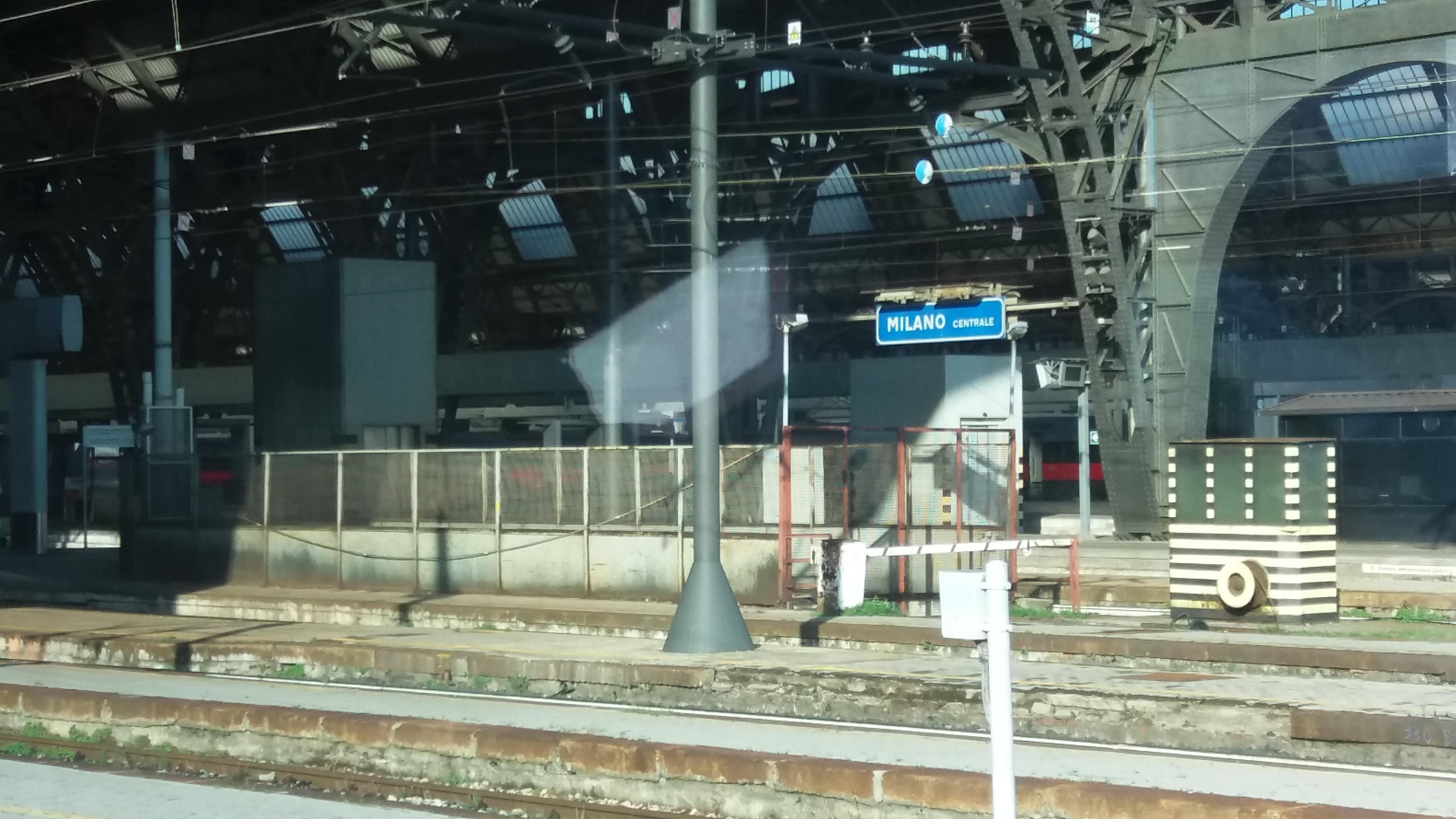
L'elevatore visto dal fascio dei binari di superficie, tra il binario 18 e il 19. Gli altri impianti analoghi, esistenti alla Stazione Centrale, furono tutti smantellati negli anni Duemila.

I binari della stazione utilizzati in servizio passeggeri sono posti a quota più alta rispetto al piano stradale, mentre all'interno della struttura sottostante era presente un fascio di binari accessorio posto al piano stradale, posto in comunicazione con i binari di superficie attraverso un caratteristico sistema di montacarri, uno per ciascun binario del fascio sotterraneo.
Su tali binari sotterranei venivano pre-stivati i vagoni, una volta riempito di persone (da 60 a 100 persone) a comporre i tristemente famosi treni di deportati.
Per l'installazione chiamata binario 21 è stato utilizzato uno dei citati binari a piano strada ed è stato mantenuto il relativo elevatore, mentre gli altri analoghi impianti furono eliminati nei primi anni duemila.

#### Dall'albergo "Regina & Metropoli" al binario 21
Negli anni 1940 nella centralissima via Silvio Pellico a Milano, nelle strette vicinanze del duomo, c'era uno degli alberghi più lussuosi e più eleganti della città, «centro della vita mondana durante la belle époque»: l'albergo "Regina & Metropoli". Nel 1943 i nazisti requisirono la struttura per stabilire il loro quartier generale. Il "Regina" fu sede delle SS e della Gestapo e «fu trasformato in centro di sequestri, interrogatori e tortura per antifascisti e per semplici cittadini non appartenenti a nessuna organizzazione resistenziale». «Un rapporto tedesco, redatto subito dopo la resa, descriveva il contingente addetto all'Albergo Regina costituito da venti ufficiali, sessanta sottoufficiali e venti soldati, più un'altra cinquantina di uomini, forse italiani». Da questo luogo furono organizzati tutti i viaggi di deportazione dal binario 21 sotto il comando del capitano Theodor Saevecke (soprannominato in seguito il boia di Piazzale Loreto).

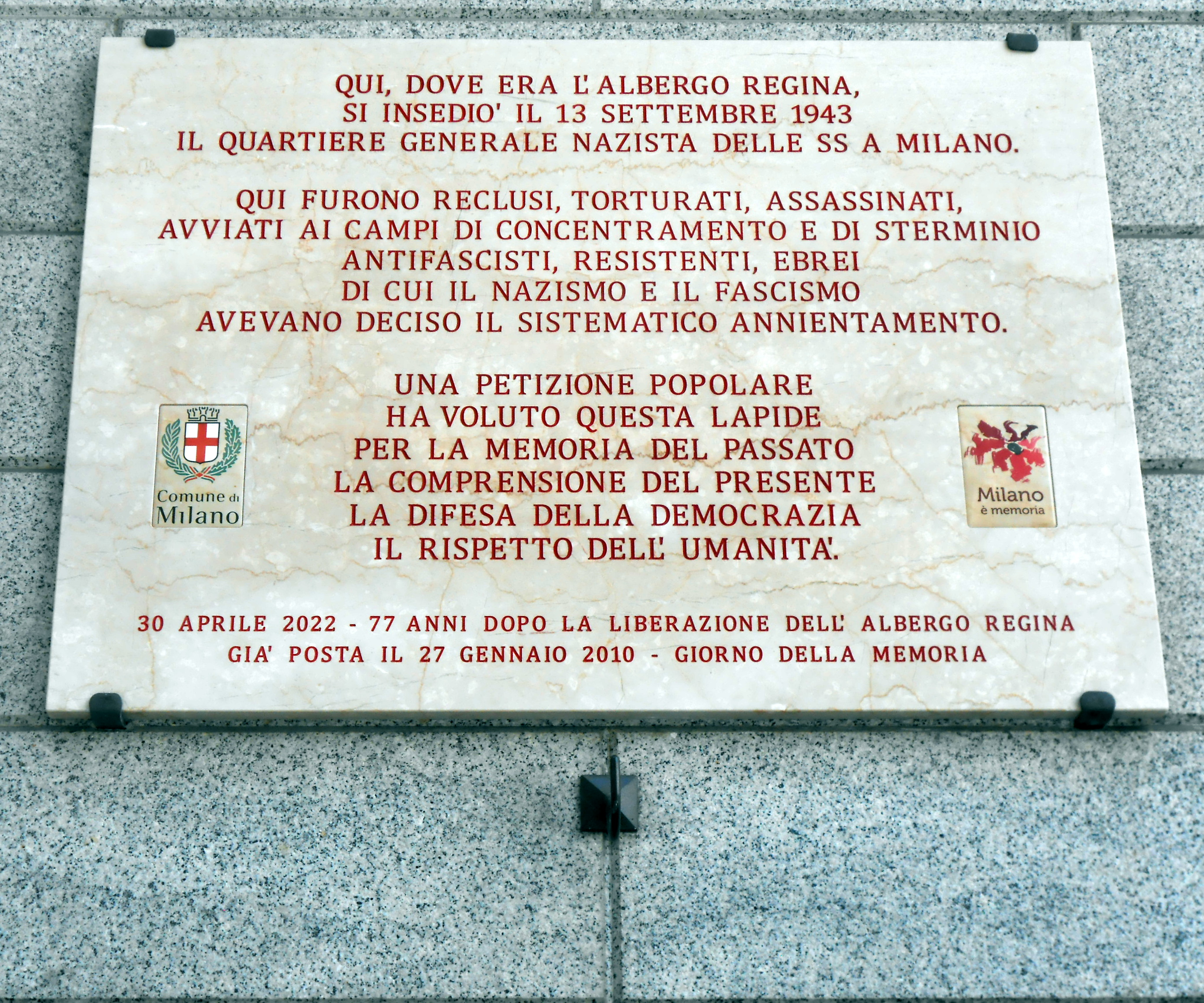
Nuova targa di aprile 2022 che sostituisce la precedente del 2010 su una parete di quello che nel 1943 fu l'Albergo Regina & Metropoli

Saevecke fu repressore dei partigiani e cacciatore di ebrei. L'albergo fu anche «la sede del Comando Interregionale (Piemonte, Lombardia e Liguria) della Sipo-sd» retto dal colonnello Walter Rauff, che organizzò le operazioni della polizia segreta in Italia
Lo scrittore Elio Vittorini, nel suo romanzo sulla resistenza Uomini e no, racconta che l'albergo Regina venne trasformato esternamente in una fortezza. Fu circondato da filo spinato e illuminato di notte con potenti cellule fotoelettriche e furono costruite diverse casematte in cemento armato. L'albergo durante gli anni dell'insediamento nazista venne preso più volte di mira da veri e propri commando partigiani.
I prigionieri politici, partigiani ed ebrei che furono arrestati, interrogati e poi torturati nella sede dell'albergo Regina, venivano poi rinchiusi nel carcere di San Vittore in attesa di essere trasferiti al binario 21 della Stazione di Milano Centrale oppure avviati direttamente al binario 21 per essere immediatamente deportati. Il saggista G. Marco Cavallarin in una sua opera rileva infatti che «dal mattatoio dell'albergo Regina i catturati (ebrei, partigiani, antifascisti, sospettati, ecc.) venivano avviati al carcere di San Vittore, in alcuni casi direttamente ai trasporti dal Binario 21 della Stazione Centrale di Milano per essere deportati. Una struttura quindi molto simile a quella romana di via Tasso, a quella torinese dell'Albergo Nazionale, a quella parigina dell'Hôtel Lutetia»
L'epigrafe della lapide commemorativa posta nel Giorno della Memoria del 2010 sull'edificio dove aveva sede l'albergo Regina (ora sede di uffici finanziari), non citava gli ebrei come categoria di perseguitati nel famigerato albergo, per cui è stata sostituita nel 2022 con una nuova targa che li include, infatti recita:

30 aprile 2022 - 77 anni dopo la liberazione dell'Albergo Regina - Già posta il 27 gennaio 2010 - Giorno della Memoria»

### L'area del Laboratorio della Memoria

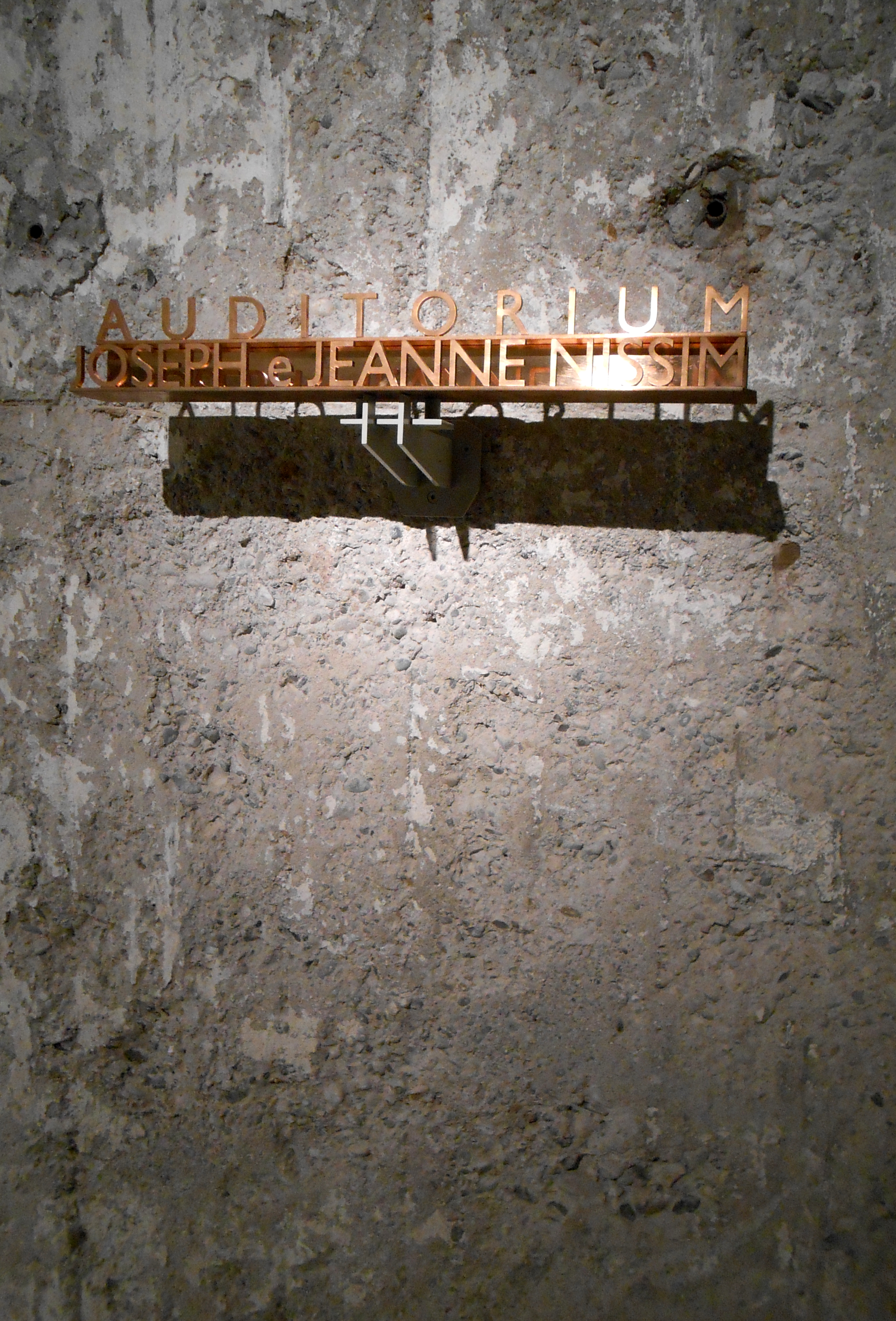
L'ingresso dell'Auditorium

In quest'area è stata prevista la Biblioteca, capace di ospitare fino a 45.000 volumi, con le pareti in vetro in modo da isolare dai rumori dei treni in transito sopra l'area. Si è previsto che nella biblioteca fossero trasferiti i volumi e i documenti del Centro di documentazione ebraica contemporanea in modo da renderli disponibili alla città, in particolare ai giovani.

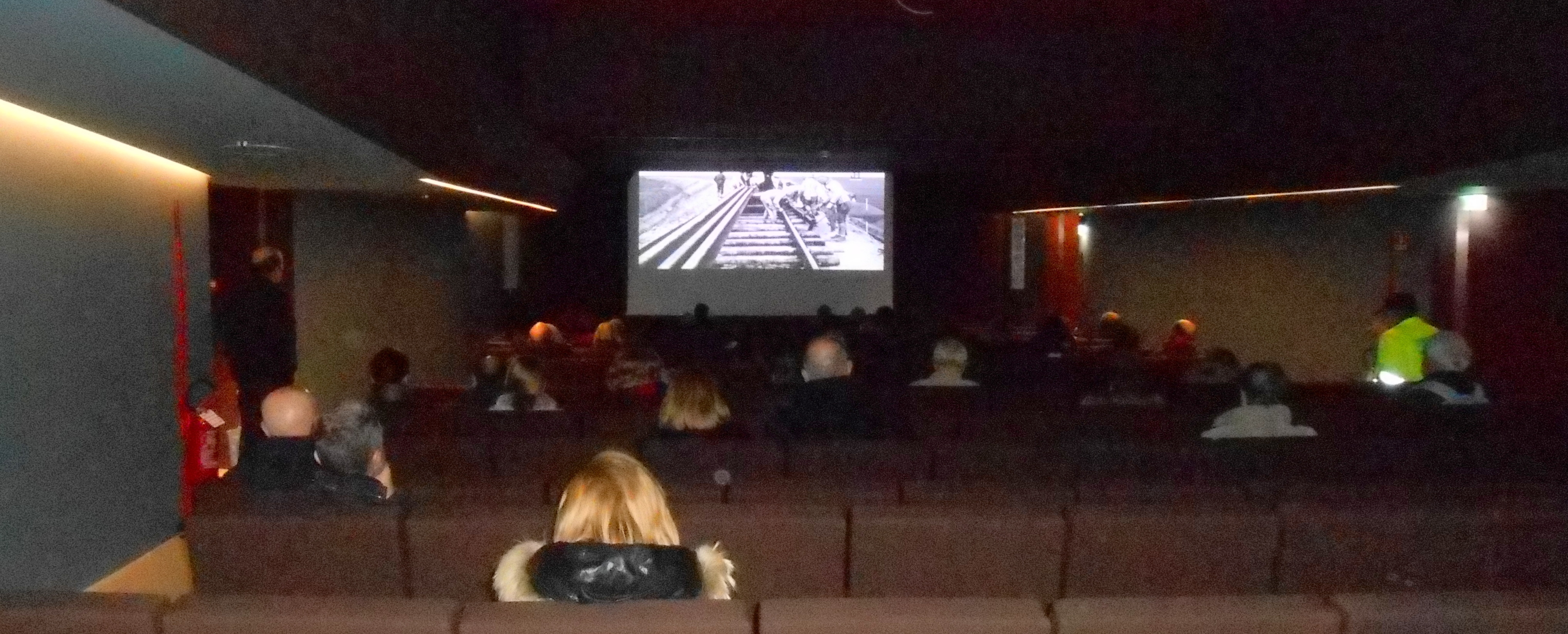
L'Auditorium

Il progetto prevedeva che dalla biblioteca si passasse alla "Sala dei Memoriali", con postazioni di connessione via web con il network di tutti i Memoriali e musei del mondo dedicati alla Shoah. 
Si è previsto inoltre che "L'Auditorium" si estendesse per 30 metri, con una capienza prevista di 200 posti, dedicato a proiezioni, presentazioni e dibattiti; e che l'area al piano terreno del Laboratorio della Memoria comprendesse uno "spazio adibito a mostre" ed esposizioni temporanee e una libreria specialistica sulla materia.

## Lavori di ampliamento
Le opere e le lavorazioni ancora in fase di completamento al gennaio 2013 riguardavano la biblioteca, l'auditorium, gli allestimenti permanenti, gli spazi di supporto e l'ingresso nord.

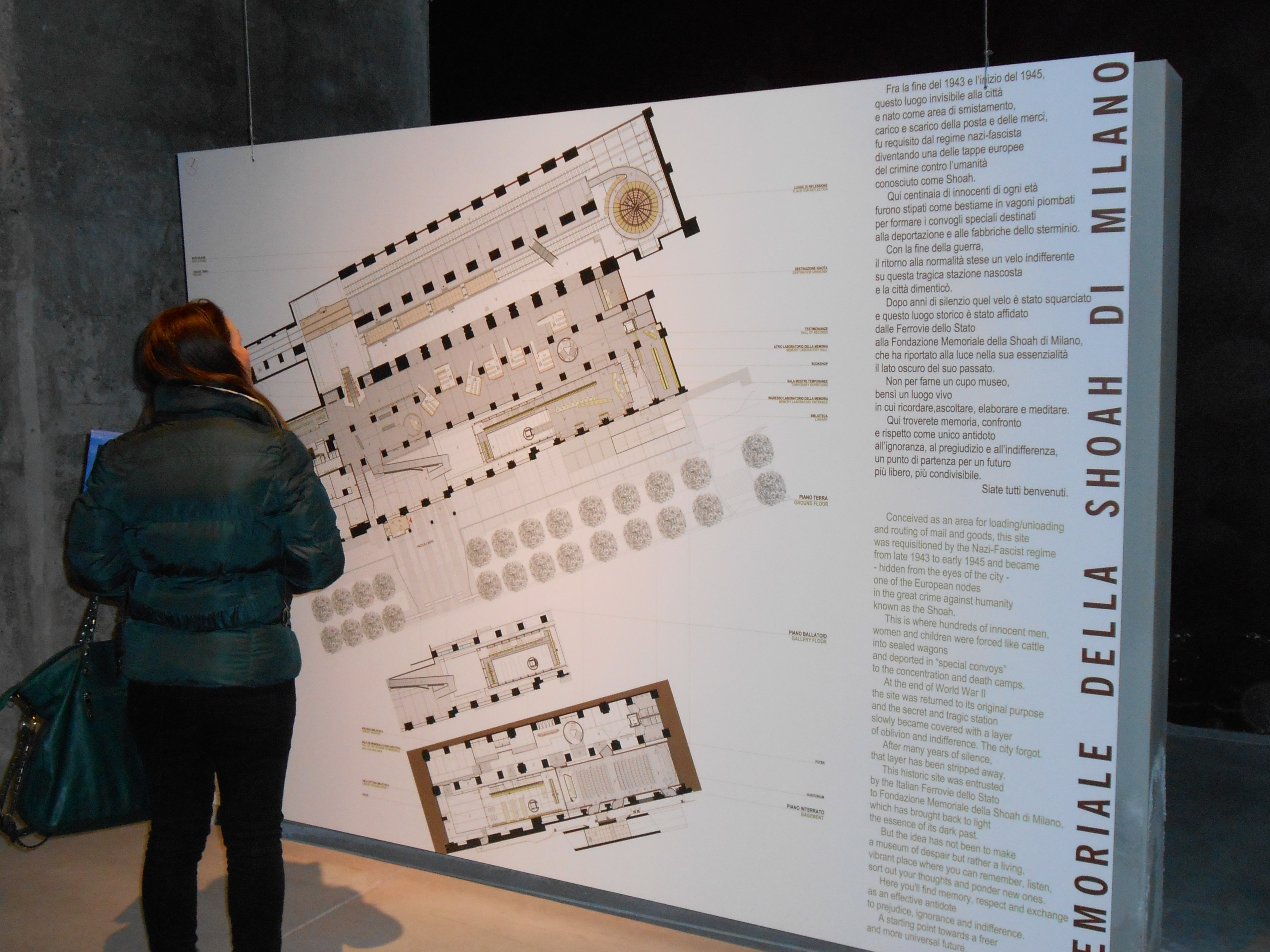
Pannello di "benvenuti" ai visitatori e descrizione delle aree del Memoriale

Nel progetto era previsto quanto segue:
- La biblioteca sarà dotata della scala e dell'ascensore interni, oltre che dell'involucro in vetro e ferro che dovrà isolare dal rumore l'intero volume.

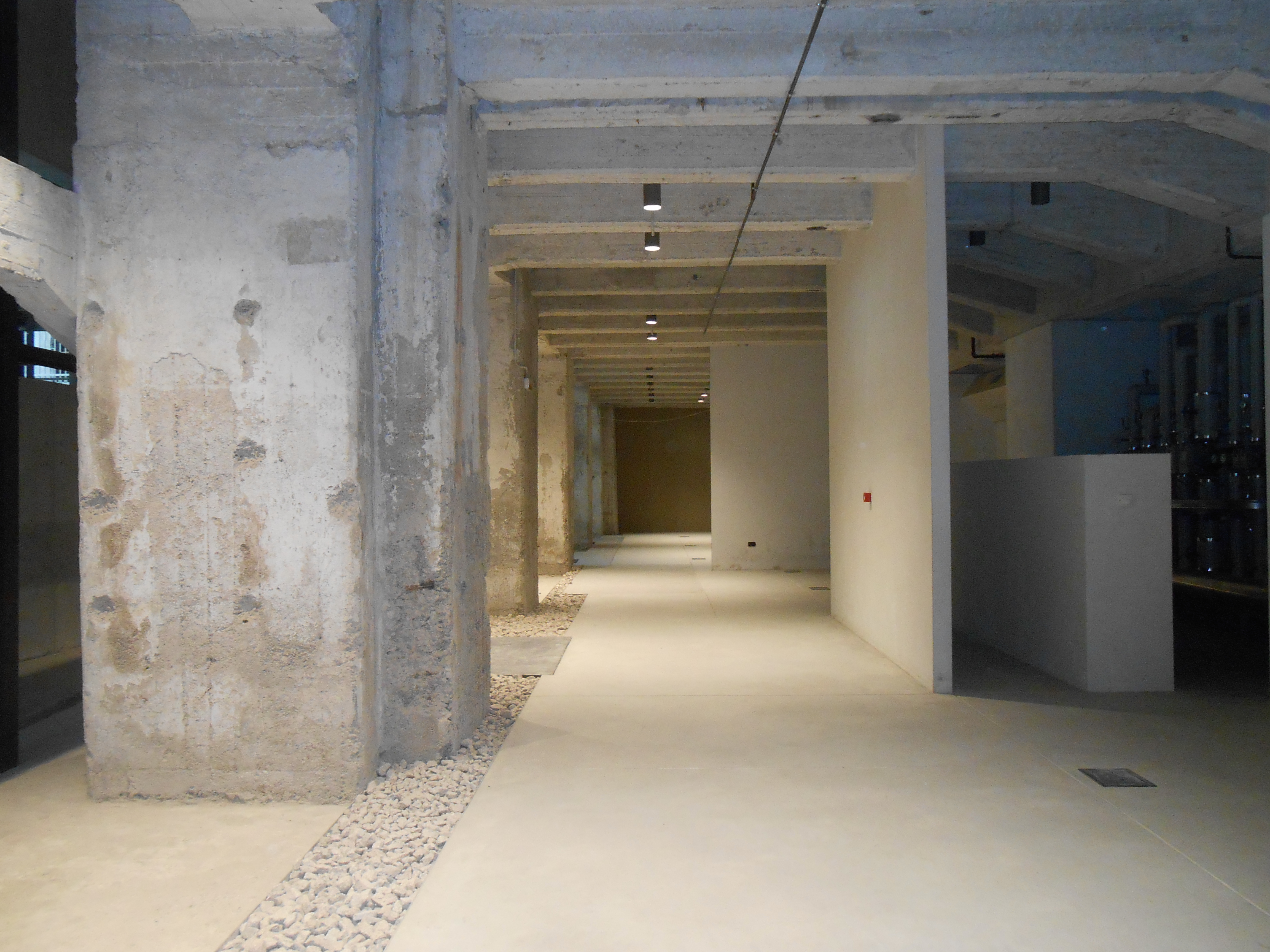
27 gennaio 2015 - Locali in allestimento del Memoriale al piano interrato

- Nell'area centrale del Memoriale saranno realizzati la postazione di accoglienza, "l'Osservatorio", "il Monolite" introduttivo e le sette "Stanze delle Testimonianze", oltre al "Muro dei Nomi" definitivo, da realizzare sull'intero sviluppo della seconda banchina interna.
- Saranno completati gli spazi di supporto: al piano terreno il guardaroba generale e la libreria; al piano interrato "la sala Memoriali", l'archivio della biblioteca, il guardaroba del foyer dell'auditorium e le scalette di collegamento col patio.
- L'ingresso nord dovrà essere completato con ascensore e piattaforma per disabili.
- Le opere più complesse quali la biblioteca, il completamento dell'auditorium e l'allestimento degli spazi di servizio potranno essere effettuate anche senza interrompere l'accesso del pubblico al Memoriale.

Si è realizzata una raccolta fondi da privati ed istituzioni, anche on line sul sito della Fondazione, per completare le opere.
A gennaio 2014 i lavori del Memoriale erano quasi giunti al termine, «le opere ancora da realizzare riguardano quattro ambiti: la biblioteca, gli allestimenti permanenti, gli spazi di supporto e l'ingresso nord».

## Il Polo della memoria
Nel 2022 la Fondazione Centro di documentazione ebraica contemporanea ha trasferito la sua sede presso il Memoriale della Shoah. Nella nuova sede trovano posto gli uffici suddivisi nei dipartimenti della Didattica, della Ricerca storica, dell’Osservatorio antisemitismo; l’Archivio e la Biblioteca si trovano in uno spazio separato. La nuova Biblioteca della Fondazione è posta su tre livelli e conta 48 posti di lettura, di cui alcuni con possibilità di consultazione dei cataloghi informatici. La biblioteca comprende 31.000 monografie in varie lingue, 700 tesi di laurea e 2.000 testate di periodici; l’archivio contiene numerose testimonianze sulla storia degli ebrei italiani. La nuova sede è stata inaugurata nel giugno 2022, alla presenza - fra gli altri - delle senatrice Liliana Segre e del ministro in carica per le Pari Opportunità e la Famiglia. Il direttore del CDEC, Gadi Luzzatto Voghera, ha affermato trattarsi della «biblioteca più fornita in materia di antisemitismo e storia dell’ebraismo italiano».

## La deportazione da Milano Centrale per "destinazione ignota"

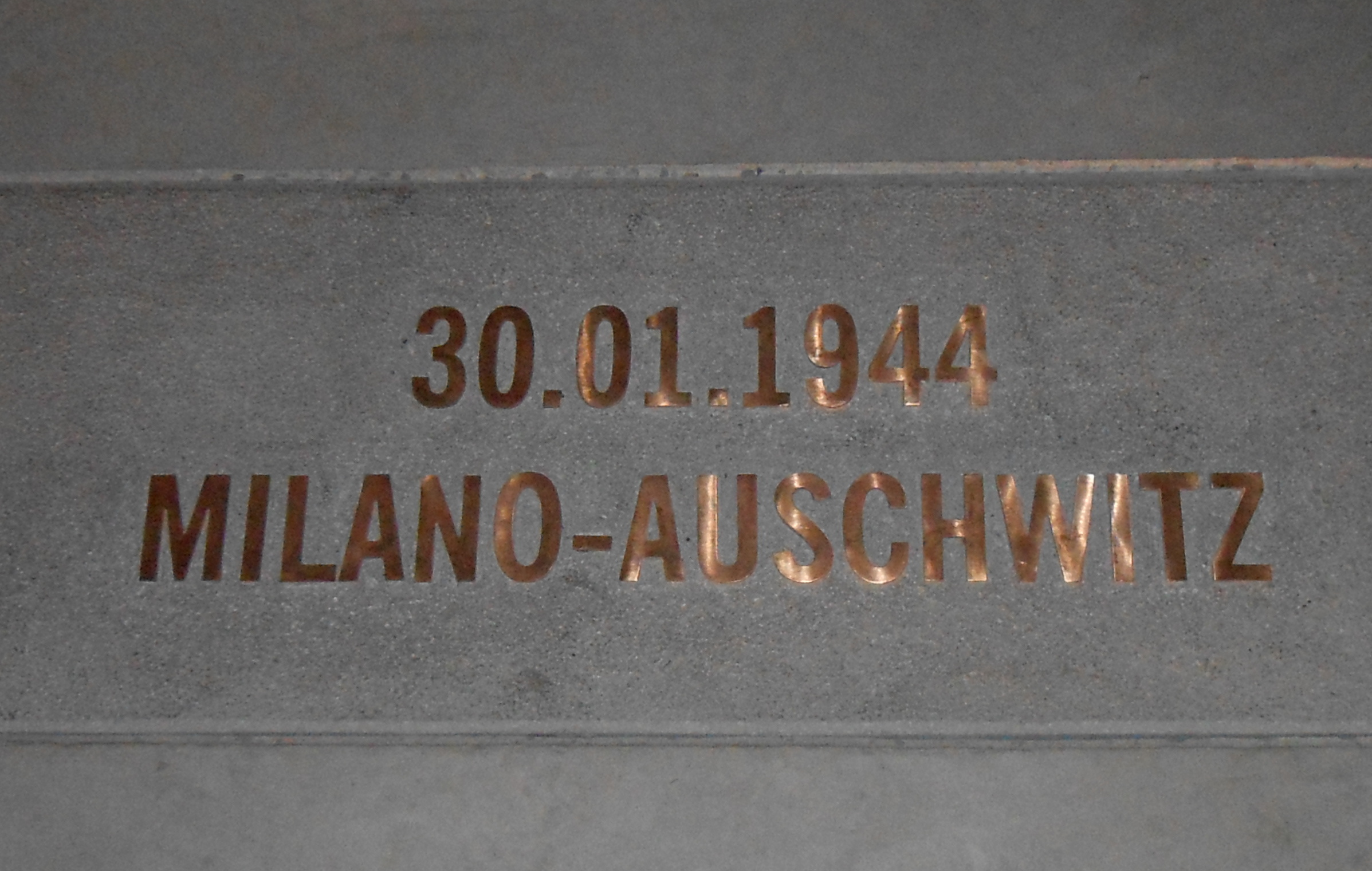
Viaggio destinazione "ignota" - Una delle targhe a pavimento del Memoriale della Shoah di Milano, al cosiddetto "binario 21", destinazione: Campo di concentramento di Auschwitz

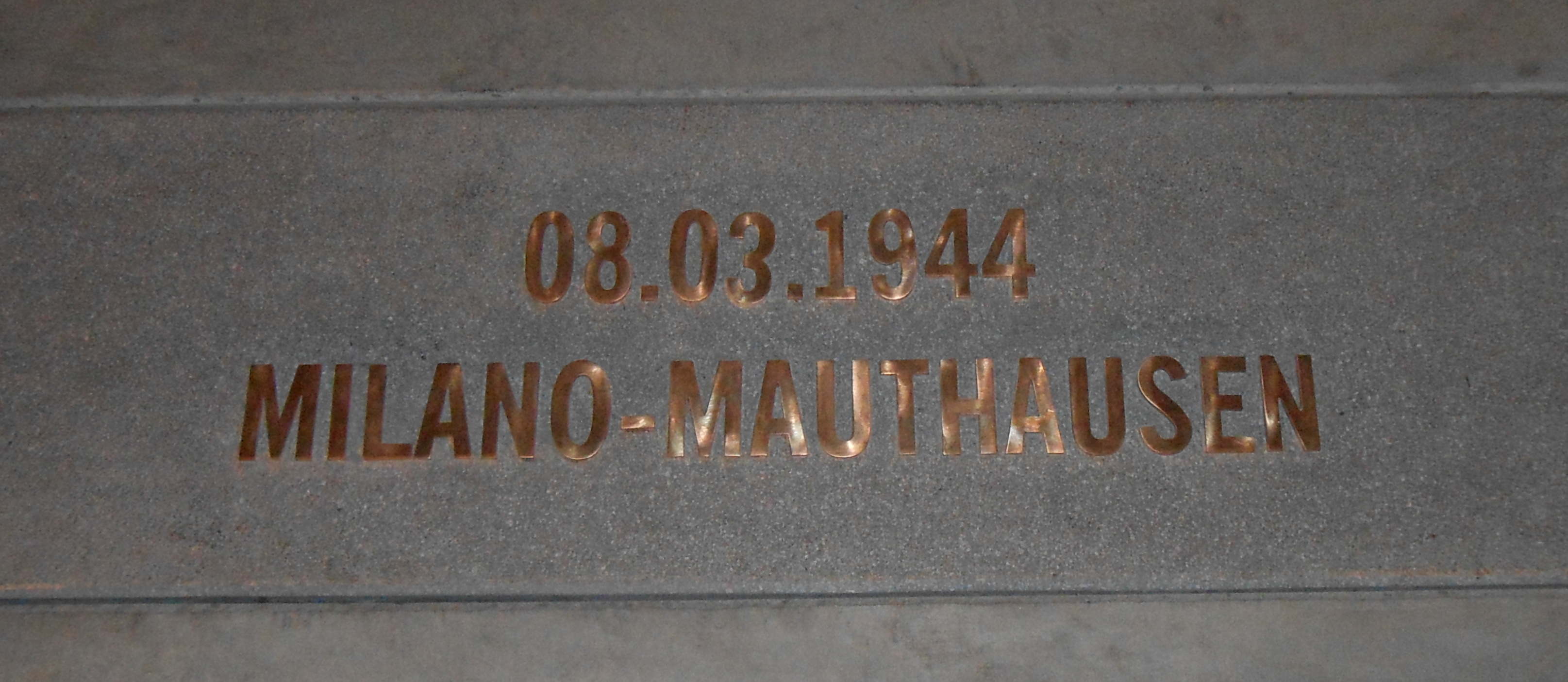
Una delle targhe a pavimento del Memoriale della Shoah di Milano, al cosiddetto "binario 21", destinazione: Campo di concentramento di Mauthausen-Gusen, luogo di destinazione privilegiato per i deportati politici

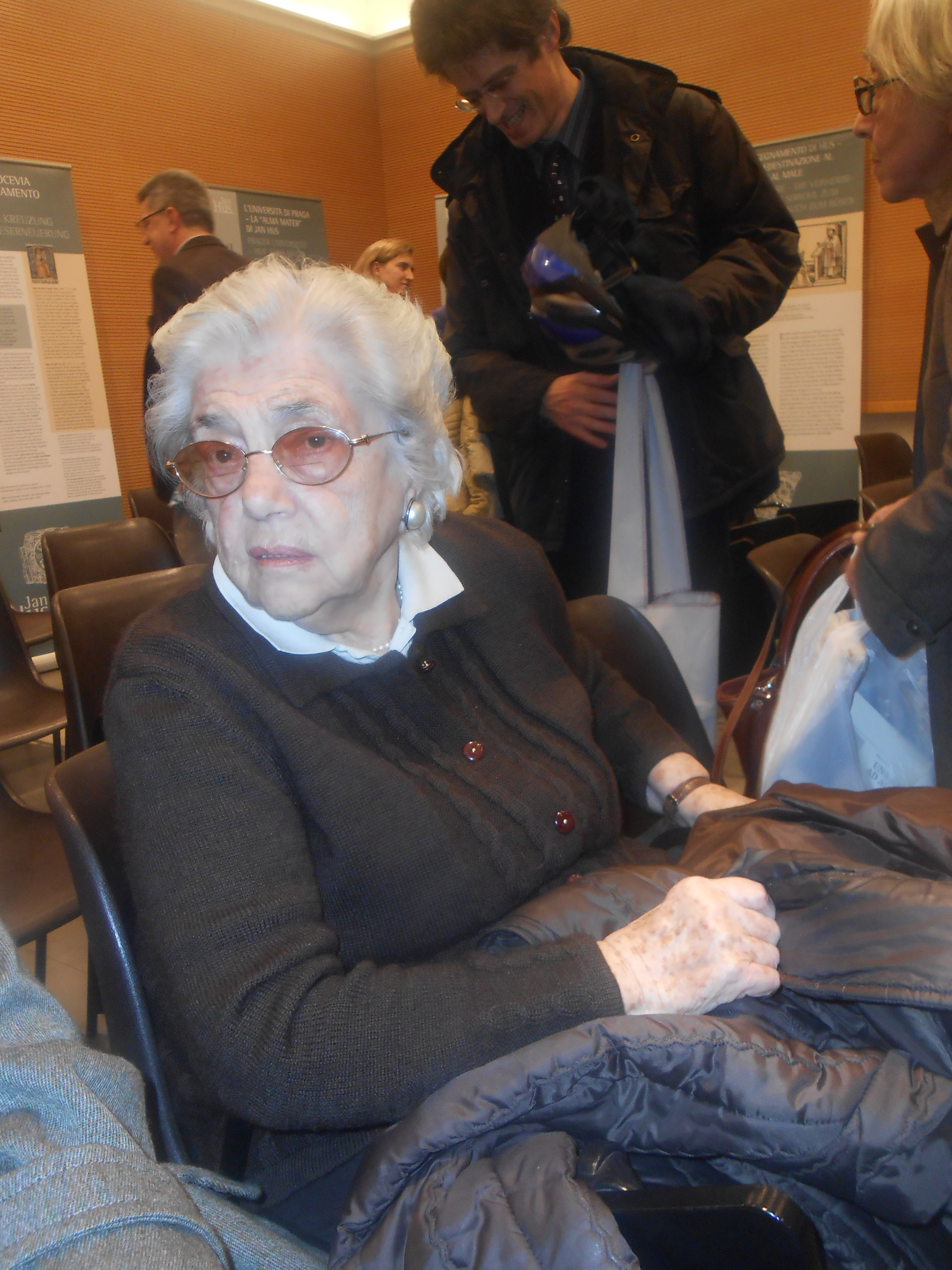
Goti Herskovits Bauer, il 18 febbraio 2014 a Milano alla presentazione del libro sulla Shoah della sua amica Arianna Szörényi. Aveva venti anni quando fu deportata nel Campo di concentramento di Auschwitz

Tra dicembre 1943 e gennaio 1945 partirono dal cosiddetto "binario 21" della Stazione di Milano Centrale ventitré convogli. I deportati furono principalmente ebrei, prigionieri politici, partigiani e lavoratori antifascisti. Viaggiando direttamente per la destinazione o transitando dal Campo di Fossoli, dal Campo di Verona e dal Campo di Bolzano, per i deportati ebrei il luogo di destinazione fu il Campo di concentramento di Auschwitz con 11 viaggi oltre tre altri viaggi per il Campo di concentramento di Bergen-Belsen, per il Ravensbrück e per il Campo di concentramento di Flossenbürg.
Il luogo di destinazione delle rimanenti categorie di deportati fu invece principalmente il Campo di concentramento di Mauthausen-Gusen oltre che un viaggio per Bergen-Belsen.
Fossoli fu un campo di transito e di "smistamento". I convogli che qui giunsero partendo dal cosiddetto "binario 21" della Stazione Centrale di Milano trasportarono ebrei insieme a prigionieri politici. Dopo una permanenza nel campo di Fossoli, le due categorie ripresero il viaggio per destinazioni diverse: Gli ebrei ad Auschwitz, i prigionieri politici a Mauthausen.
Dal campo di Verona e da quello di Bolzano transitarono invece solo convogli di deportati ebrei con destinazione per Auschwitz, Ravensbrück e Flossenbürg.

### Cronologia
- 06/12/1943 Milano - Auschwitz - (Campo di sterminio e di concentramento), (solo deportati ebrei)[49]
- 30/01/1944 Milano - Auschwitz - (Campo di sterminio e di concentramento), (solo deportati ebrei)[49]
- 06/02/1944 Milano - Mauthausen - (Campo di sterminio e di concentramento)
- 11/02/1944 Milano - Fossoli - (Campo di concentramento e transito), convoglio ripartito il 22 febbraio per Auschwitz, solo deportati ebrei[49]
- 18/02/1944 Milano - Mauthausen - (Campo di sterminio e di concentramento)
- 08/03/1944 Milano - Mauthausen - (Campo di sterminio e di concentramento)
- 11/03/1944 Milano - Mauthausen - (Campo di sterminio e di concentramento)
- 30/03/1944 Milano - Fossoli - (Campo di concentramento e transito), convoglio ripartito il 5 aprile per Auschwitz, solo deportati ebrei[49]
- 06/04/1944 Milano - Mauthausen - (Campo di sterminio e di concentramento)
- 19/04/1944 Milano - Bergen Belsen - (Campo di concentramento), (solo deportati ebrei)[49]
- 27/04/1944 Milano - Fossoli - (Campo di concentramento e transito), convoglio ripartito il 16 maggio per Auschwitz, solo deportati ebrei[49]
- 14/05/1944 Milano - Fossoli - (Campo di concentramento e transito), convoglio ripartito il 16 maggio per Auschwitz, solo deportati ebrei[49]
- 16/05/1944 Milano - Fossoli - (Campo di concentramento e transito)
- 19/05/1944 Milano - Bergen-Belsen (Campo di concentramento)
- 09/06/1944 Milano - Fossoli - (Campo di concentramento e transito), convoglio ripartito il 26 per Auschwitz, solo deportati ebrei[49]
- 29/06/1944 Milano - Fossoli - (Campo di concentramento e transito)
- 02/08/1944 Milano - Verona - (Campo di transito), convoglio ripartito il 2 agosto per Auschwitz, solo deportati ebrei[50]
- 17/08/1944 Milano - Bolzano - (Campo di transito), convoglio ripartito il 24 ottobre per Auschwitz, solo deportati ebrei[50]
- 07/09/1944 Milano - Bolzano - (Campo di transito), convoglio ripartito il 24 ottobre per Auschwitz, solo deportati ebrei[50]
- 17/10/1944 Milano - Bolzano - (Campo di transito), convoglio ripartito il 24 ottobre per Auschwitz, solo deportati ebrei[50]
- NC/11/1944 Milano - Bolzano - (Campo di transito), convoglio ripartito il 14 dicembre per Ravensbruch e Flossenburg, solo deportati ebrei[50]
- 15/12/1944 Milano - Bolzano - (Campo di transito), (solo deportati ebrei)[50]
- 15/01/1945 Milano - Bolzano - (Campo di transito), (solo deportati ebrei)[50]

## I Sopravvissuti del convoglio numero 5 (Milano 6 dicembre 1943 - Auschwitz 11 dicembre 1943)
Il giorno 6 dicembre 1943 partì dal binario 21 della Stazione Centrale di Milano un primo convoglio di circa 250 deportati ebrei arrestati nei mesi immediatamente precedenti in tutta l'Italia Settentrionale e Centrale. Il convoglio caricò altri deportati a Verona e durante il tragitto venne unificato con il convoglio 21T proveniente da Trieste.
All'arrivo ad Auschwitz fu effettuata un'unica selezione per entrambi i gruppi e furono immessi nel campo 61 uomini (con i numeri di matricola da 167969 a 168029) e 35 donne (con i numeri da 70397 a 70431).
Di coloro che erano partiti da Milano riuscirono a sopravvivere in 5 (tutti uomini, nessuna donna):
1. André Jacques Assa, figlio di Isaac Assa e Camelia Abolaffio, nato a Parigi l'11 maggio 1927, arrestato a Bordighera il 18 novembre del 1943, numero di matricola 167971, liberato a Buchenwald l'11 aprile del 1945. Con lui viaggiavano i genitori, entrambi uccisi all'arrivo ad Auschwitz.
2. Isamor Bass, figlio di Gersovic Bass e Malka Lea Brazlastraja, nato in Unione Sovietica a Kirov il 15 giugno 1910, arrestato a Lecco il 13 settembre del 1943, numero di matricola ignoto, liberato in luogo ignoto nel mese di Gennaio del 1945.
3. Giuseppe Di Porto, figlio di Sabatino Di Porto e Letizia Sed Piazza, nato a Roma il 3 giugno 1923, arrestato a Genova il 4 novembre del 1943, numero di matricola 167988, liberato in marcia nel circondario di Auschwitz il 20 - 21 gennaio 1945[52]
4. Simon Itzkowitz, nato il 12 agosto 1898, arrestato in luogo ignoto in data ignota, numero di matricola 167998, liberato a Buchenwald l'11 aprile del 1945.
5. Enzo Levy, figlio di Edgardo Levy e Egle Segré, nato a Verona il 28 settembre 1922, arrestato a Tradate il 12 novembre del 1943, matricola numero 168007, liberato in luogo ignoto in data ignota. Con lui viaggiava la sorella Eva Maria Levy, che superò la selezione iniziale ma morì nel giugno del 1944.

Dal campo di Auschwitz fu liberata anche Lidia Tedeschi, ma morì subito dopo la liberazione il 27 gennaio del 1945.
Nel 2009 la testimonianza di Giuseppe Di Porto è stata raccolta da Marcello Pezzetti nel volume Il libro della Shoah italiana (Torino, Einaudi), nell'ambito di una ricerca del Centro di Documentazione Ebraica Contemporanea tesa a raccogliere "i racconti di chi è sopravvissuto".

## I Sopravvissuti del convoglio numero 6 (Milano 30 gennaio 1944 - Auschwitz 6 febbraio 1944)
Il giorno 31 gennaio del 1944 partì un convoglio di 605 deportati, arrestati in tutta l'Italia Settentrionale e Centrale nei mesi immediatamente precedenti. Molti furono arrestati alla frontiera italo-svizzera. Il convoglio arrivò ad Auschwitz-Birkenau il 6 febbraio dopo una settimana di viaggio.
Furono immessi nel campo 97 uomini (età media 34 anni, immatricolati con numeri dal 173394 al numero 173490) e 31 donne (età media 35 anni, immatricolate con numeri dal 75174 al 75204), tutti gli altri 477 deportati furono uccisi nelle camere a gas il giorno stesso dell'arrivo del convoglio.
Di coloro che riuscirono ad entrare nel campo di Auschwitz sono sopravvissuti in 22 (14 uomini e 8 donne):
1. Mario Abenaim, figlio di Oreste Abenaim e Silla Bueno, nato a Livorno il 24 agosto del 1927, arrestato a Marlia l'8 dicembre del 1943, matricola numero 173395, liberato nel circondario di Auschwitz dopo il 18 gennaio del 1945. Con lui nel convoglio viaggiavano i genitori ed il fratello Renzo Abenaim, la madre fu uccisa all'arrivo mentre il padre e il fratello morirono nei mesi successivi.
2. Isacco Bayona, figlio di Raffaele Bayona e Diamante Jacob, nato a Salonicco in Grecia il 21 luglio del 1926, arrestato a Gabbro il 20 dicembre del 1943, matricola numero 173404, liberato ad Auschwitz il 27 gennaio del 1945. Con lui nel convoglio viaggiavano la madre ed i fratelli Carlo, Dora e Lucia Bayona: la madre e le sorelle furono uccise all'arrivo, il fratello Carlo Bayona superò anche lui la selezione, ma morì nei primi mesi del 1945.
3. Erich Cohn, figlio di Paolo Cohn, nato a Berlino il 20 luglio 1909, arrestato a Firenze il 30 novembre del 1943, matricola numero 173412, liberato ad Auschwitz il 27 gennaio del 1945.
4. Bruno Cottignoli, figlio di Federico Cottignoli e Ida Basola, nato a Monticelli d'Ongina il 19 giugno 1901, arrestato a Bologna il 19 dicembre del 1943, matricola ignota, liberato in luogo ignoto in data ignota.
5. Anna Di Gioacchino, figlia di Dario Di Gioacchino e Emma Della Pergola, nata ad Ancona il 20 gennaio 1911, arrestata a Firenze il 29 novembre del 1943, matricola ignota, liberata a Theresienstadt il 9 maggio 1945. Con lei viaggiava il marito Nathan Cassuto, che superò la selezione iniziale ma morì nei primi mesi del 1945, la figlia Eva Cassuto era deceduta invece nei giorni immediatamente successivi all'arresto per una infezione polmonare, gli altri 3 figli della coppia (Susanna, David e Daniele) furono nascosti e riuscirono a sopravvivere.
6. Lisa Dresner, figlia di Karl Dresner e Elena Steiner, nata a Vienna il 24 febbraio 1910, arrestata ad Asti il 1º dicembre del 1943, matricola numero 75189, liberata ad Auschwitz il 27 gennaio 1945. Con lei viaggiava il marito Teodoro Elia Rozay, anch'egli sopravvissuto (si veda sotto).
7. Gilberto Hasson, figlio di Abner Hasson e Ester Ass, nato a Parigi il 20 giugno 1927, arrestato alla frontiera italo-svizzera il 28 dicembre del 1943, matricola numero 173435, liberato in luogo ignoto in data ignota. Con lui viaggiavano i genitori e i fratelli Edith Nelly Hasson e Jean Pierre Hasson, la madre e i fratelli furono uccisi all'arrivo, il padre superò la selezione iniziale ma morì nei primi mesi del 1945.
8. Hans Kahlberg, figlio di Julius Kahlberg e Anna Kahlberg, nato in Germania a Uslar il 17 ottobre 1903, arrestato a Firenze il 26 novembre del 1943, numero di matricola ignoto, liberato a Mauthausen il 5 maggio del 1945.
9. Sofia Sara Kaufmann, figlia di Abramo Kaufmann e Etta Caterina Blinder, nata in Unione Sovietica a Jalta il 27 luglio 1891, arrestata a Sondalo il 2 dicembre del 1943, matricola numero 75181, liberata a Mauthausen il 5 maggio 1945 (Sofia Schafranov). Con lei viaggiava la madre, uccisa all'arrivo ad Auschwitz.
10. Nino Matatia, figlio di Nissim Matatia e Matilde Hakim, nato a Forlì il 1º febbraio 1924, arrestato a Savignano sul Panaro il 4 dicembre del 1943, matricola numero 173448, liberato ad Auschwitz il 27 gennaio 1945. Con lui viaggiavano la madre e la sorella Camelia Matatia, uccise all'arrivo, il padre ed il fratello Roberto Matatia erano stati invece deportati con il convoglio partito da Milano il 6 dicembre del 1943, entrambi furono selezionati per l'ingresso al campo ma morirono nei mesi successivi (il padre nell'Aprile del 1944, il fratello nel Gennaio del 1945).
11. Bianca Maria Morpurgo, figlia di Abram Alberto Morpurgo e Amelia Curiel, nata a Trieste il 13 ottobre 1916, arrestata a Sondalo il 2 dicembre del 1943, matricola numero 75183, liberata a Lipsia nel mese di Aprile 1945 (Sofia Schafranov). Con lei viaggiavano i genitori e le sorelle Maura e Alice Annetta Morpurgo, arrestati a Tresivio il 2 dicembre del 1943, tutti uccisi all'arrivo ad Auschwitz.
12. Enrica Polacco, figlia di Isacco Polacco e Faustina Baldini, nata a Venezia il 6 dicembre 1913, arrestata a Luino il 4 dicembre del 1943, matricola numero 75187, liberata a Theresienstadt il 9 maggio 1945.
13. Teodoro Elia Rozay, figlio di Desiderio Rozay e Erminia Porghes, nato in Jugoslavia a Zagabria l'8 luglio 1911, arrestato ad Asti il 1º dicembre del 1943, matricola numero 173469, liberato a Buchenwald l'11 aprile del 1945. Con lui viaggiava la moglie Lisa Dresner, anch'essa sopravvissuta (si veda sopra).
14. Luciana Sacerdote, figlia di Claudio Sacerdote e Ernestina Diana Borgetti, nata in Italia ad Alba l'8 maggio 1924, arrestata alla frontiera italo-svizzera il 18 dicembre del 1943, matricola numero 75192, liberata nel circondario di Ravensbrueck il 30 aprile 1945. Con lei viaggiavano i genitori e la sorella Laura Sacerdote, il padre fu ucciso all'arrivo, la madre e la sorella furono immesse nel campo di Auschwitz con lei, ma non sono sopravvissute (la madre morì nel marzo del 1944, la sorella il 19 luglio del 1945 dopo la liberazione).
15. Liliana Segre, figlia di Alberto Segre e Lucia Foligno, nata a Milano il 10 settembre 1930, arrestata a Selvetta di Viggiù l'8 dicembre del 1943, matricola numero 75190, liberata nel circondario di Ravensbrück il 30 aprile 1945. Con lei viaggiava il padre, che superò anch'egli la selezione (matricola numero 173472), ma morì ad Auschwitz il 27 aprile del 1944.
16. Aldo Sorani, figlio di Armando Sorani e Teresa Almansi, nato a Reggio Emilia il 10 novembre 1918, arrestato a Firenze il 1º dicembre del 1943, matricola numero 173478, liberato ad Auschwitz il 27 gennaio del 1945.
17. Davide Soria, figlio di Giacobbe Soria e Clara Eshquenazi, nato in Turchia a Istanbul il 15 settembre 1905, arrestato a Lucca il 23 novembre del 1943, matricola numero 173471, liberato ad Auschwitz il 27 gennaio del 1945.
18. Leo Urbach, figlio di Hermann Urbach e Anna Birmann, nato a Vienna il 23 giugno 1914, arrestato a Bagni di Lucca il 30 novembre del 1943, matricola ignota, liberato in luogo ignoto in data ignota. Con lui viaggiavano la moglie Alice Loewy e i figli Kurt Urbach (3 anni) e Liliana Urbach (1 anno), tutti e 3 uccisi all'arrivo ad Auschwitz.
19. Leo Verderber, figlio di Giuseppe Verderber e Lea Brand, nato a Lipsia l'11 maggio 1919, arrestato a Castelnuovo Garfagnana il 30 novembre del 1943, matricola numero 173482, liberato in luogo ignoto in data ignota. Con lui viaggiava la moglie Henia Feintuch, uccisa all'arrivo ad Auschwitz.
20. Schulim Vogelmann, figlio di Nahum Vogelmann e Sissel Pfeffer, nato in Polonia il 28 aprile 1903, arrestato a Sondrio il 20 dicembre del 1943, matricola numero 173484, liberato in luogo ignoto in data ignota. Con lui viaggiavano la moglie Anna Disegni e la figlia Sissel Emilia Vogelmann (8 anni), entrambe uccise all'arrivo ad Auschwitz.
21. Lotte Wallach, figlia di Isacco Wallach e Sara Bilgrey, nata in Romania a Siret il 24 dicembre 1906, arrestata a Castelnuovo Garfagnana il 30 novembre del 1943, matricola 75178, liberata a Bergen Belsen il 15 aprile del 1945. Con lei viaggiava il marito Maurizio Feliks, ucciso all'arrivo.
22. Joseph Ziegler, nato fuori dall'Italia il 30 giugno 1903, arrestato a Firenze l'8 dicembre del 1943, numero di matricola ignoto, liberato a Mauthausen il 5 maggio del 1945. Con lui viaggiavano la moglie Sara Plessner ed i figli Jack (4 anni) e Liana (6 anni), tutti e 3 uccisi all'arrivo ad Auschwitz.

Furono liberati anche Oreste Sergio Molco ad Auschwitz e Laura Sacerdote nel circondario di Ravensbrueck ma morirono immediatamente dopo la liberazione. Nel 2009 le testimonianze di Isacco Bayona, Luciana Sacerdote e Liliana Segre sono state raccolte da Marcello Pezzetti nel volume Il libro della Shoah italiana (Torino, Einaudi), nell'ambito di una ricerca del Centro di Documentazione Ebraica Contemporanea tesa a raccogliere "i racconti di chi è sopravvissuto".

## Personaggi noti legati al binario 21 del Memoriale
(Goti Bauer)

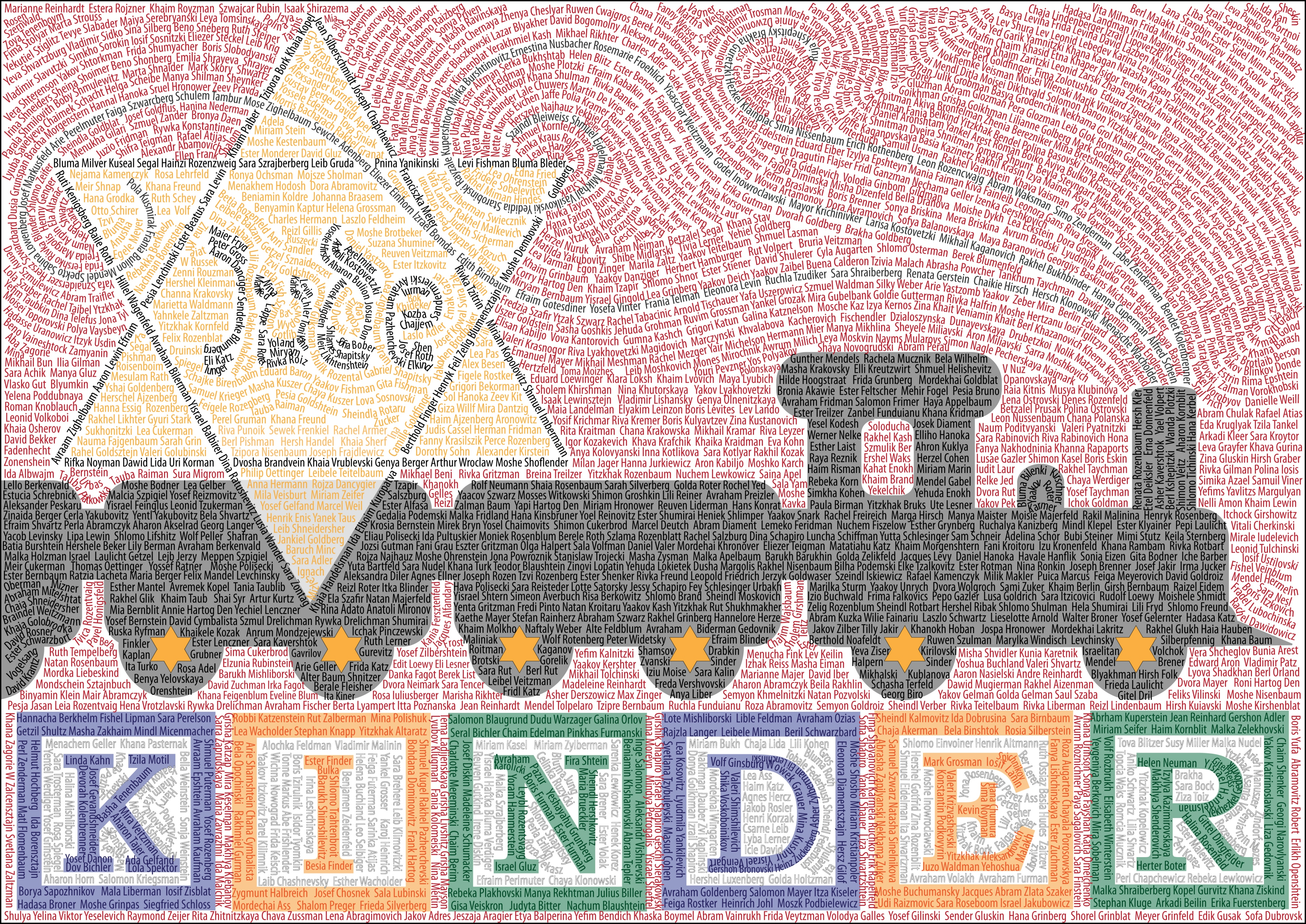
Mosaico di nomi dedicato a 1.500.000 bambini deportati nel periodo della Shoah creato da Yad Vashem

- Sissel Vogelmann, aveva 8 anni quando fu deportata e uccisa subito dopo il suo arrivo ad Auschwitz in una camera a gas[53].
- Liliana Segre, aveva 13 anni quando fu deportata[54].
- Goti Herskovits Bauer, aveva vent'anni quando fu deportata[55].

## Mostre itineranti
- Viaggio nella Memoria - binario 21 - calendario

## DVD
- Moni Ovadia e Felice Cappa, Binario 21, dal poema di Yitzhak Katzenelson, il canto del popolo ebraico massacrato, con intervista a Liliana Segre, durata 1h20, Rai Eri e Gruppo Editoriale L'Espresso, Roma 2015
- Antonio Ferrari ed Alessia Rastelli (inchiesta), Il viaggio di Vera dalla Shoah ai desaparecidos, testi di Ferruccio De Bortoli, Alessandra Coppola, Vera Vigevani Jarach, Marco Bechis (fascismo, cattura, Auschwitz, binario 21), RCS Divisione Media, Milano 2015, ISSN 1120-4982
- Associazione figli della Shoah, Destinazione Auschwitz, viaggio nella fabbrica dello sterminio - Binario 21, Proedi Editori, Milano 2002, ISBN 88-88016-76-7
- Centro di Documentazione Ebraica Contemporanea, Destinazione Auschwitz, (libro + 2 CD-ROM), Proedi Editore, Milano 2000